# 海因里希 (安哈尔特-克滕)
安哈尔特-克滕的海因里希（德語：Heinrich von Anhalt-Köthen，1778年7月30日—1847年11月23日）是德國阿斯坎尼王朝的親王，同時是非主權安哈特-普萊斯親王國及安哈尔特-克滕公國最後一位統治者。
1819年，海因里希與羅伊斯-科斯特利茨伯爵亨利四十四世的女兒奧古斯塔（Auguste，1794年—1855年）結婚，兩人沒有子女。